# أوفيديجوس غالديكاس
أوفيديجوس غالديكاس (بالليتوانية: Ovidijus Galdikas)‏ مواليد 4 سبتمبر 1988 في كاوناس، الجمهورية الليتوانية السوفيتية الاشتراكية، هو لاعب كرة سلة ليتواني. بدأ مسيرته الاحترافية في سنة 2009. يلعب مع أوتينوس يوفنتوس كلاعب وسط. يحمل الرقم 44. يبلغ طوله 7 قدم 2 بوصة (2.2 م).

## المسيرة الاحترافية
لعب مع شياولياي في موسم 2012–2013، ثم لعب مع أسكو غدينيا من سنة 2013 إلى 2015، ثم لعب مع سي بي غران كناريا في الدوري الإسباني في سنة 2015.

## روابط خارجية
- أوفيديجوس غالديكاس على موقع الدوري الإسباني لكرة السلة (الإسبانية)
- أوفيديجوس غالديكاس على موقع كرة السلة الأوروبية.كوم (الإنجليزية)
- أوفيديجوس غالديكاس على موقع ريلجم (الإنجليزية)
- أوفيديجوس غالديكاس على موقع بروبوليرز (الإنجليزية)
- أوفيديجوس غالديكاس على موقع سبورتس رفرنس (الإنجليزية)